# AC-556

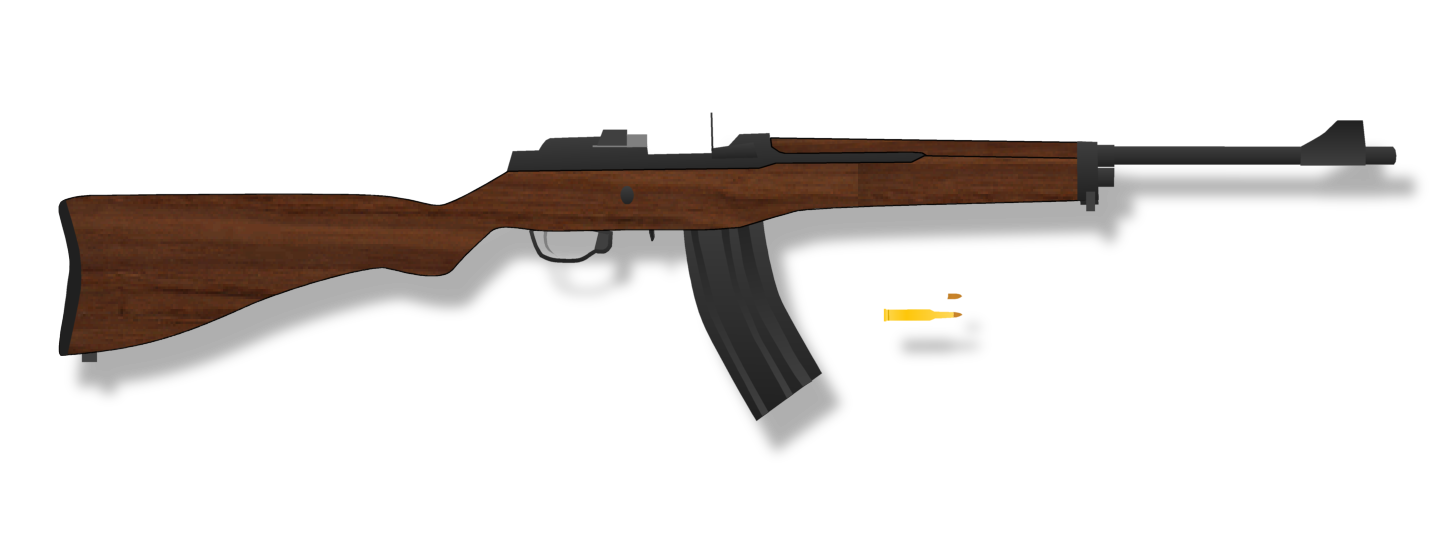
L'AC-556 version police de la Ruger Mini-14.

Le fusil d'assaut Ruger AC-556 (Automatic Carbine 5,56 mm) est la version destinée à l'armée et à la police de la carabine Ruger Mini-14, commercialisé vers 1970. Il s'en distingue par la possibilité de tirer en rafale et peut recevoir une baïonnette.

## Présentation

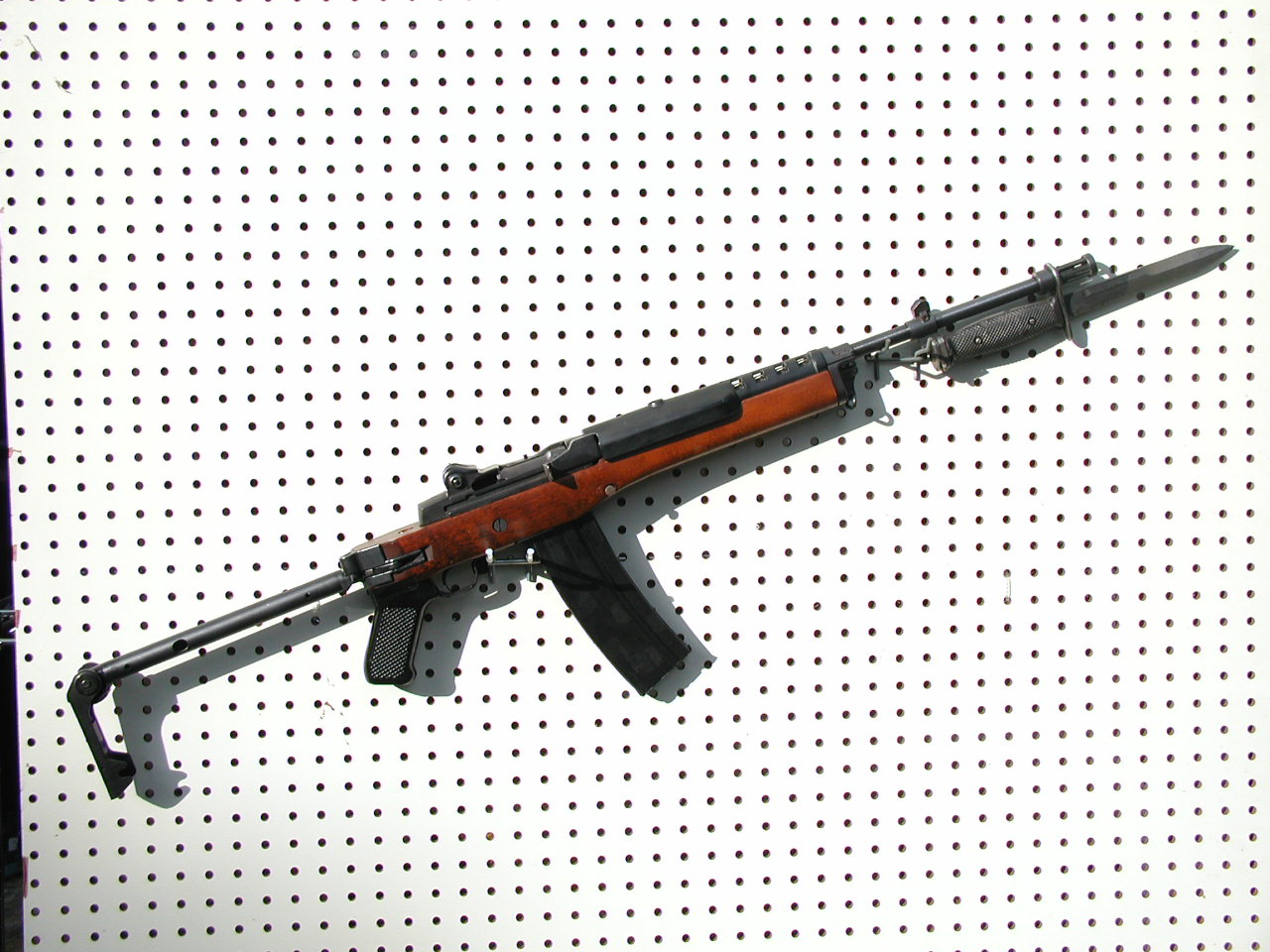
Ruger Mini 14 version armée avec baïonnette.

La Ruger AC-556 est la synthèse du M14/M21 (mécanisme) et de la carabine M1 (encombrement et aspect extérieur). Elle possède une crosse fixe en bois ou ABS (CRS) pour le modèle standard. La sécurité est intégrée au pontet. L'arme fonctionne par emprunt des gaz et culasse rotative. Il existe une version munie d'un canon court et d'une crosse repliable à droite dite AC-556 F. Depuis 1978, ces deux versions existent en acier inox, les KAC-556 et KAC-556.

## Données numériques
- Munition : 5,56 mm OTAN
- Longueur totale
  - AC-556 : 943 mm
  - AC-556 F : 851 / 603 mm
- Longueur du canon
  - AC-556 : 470 mm
  - AC-556 F : 330 mm
- Masse du AC-556 vide : 2,9 kg

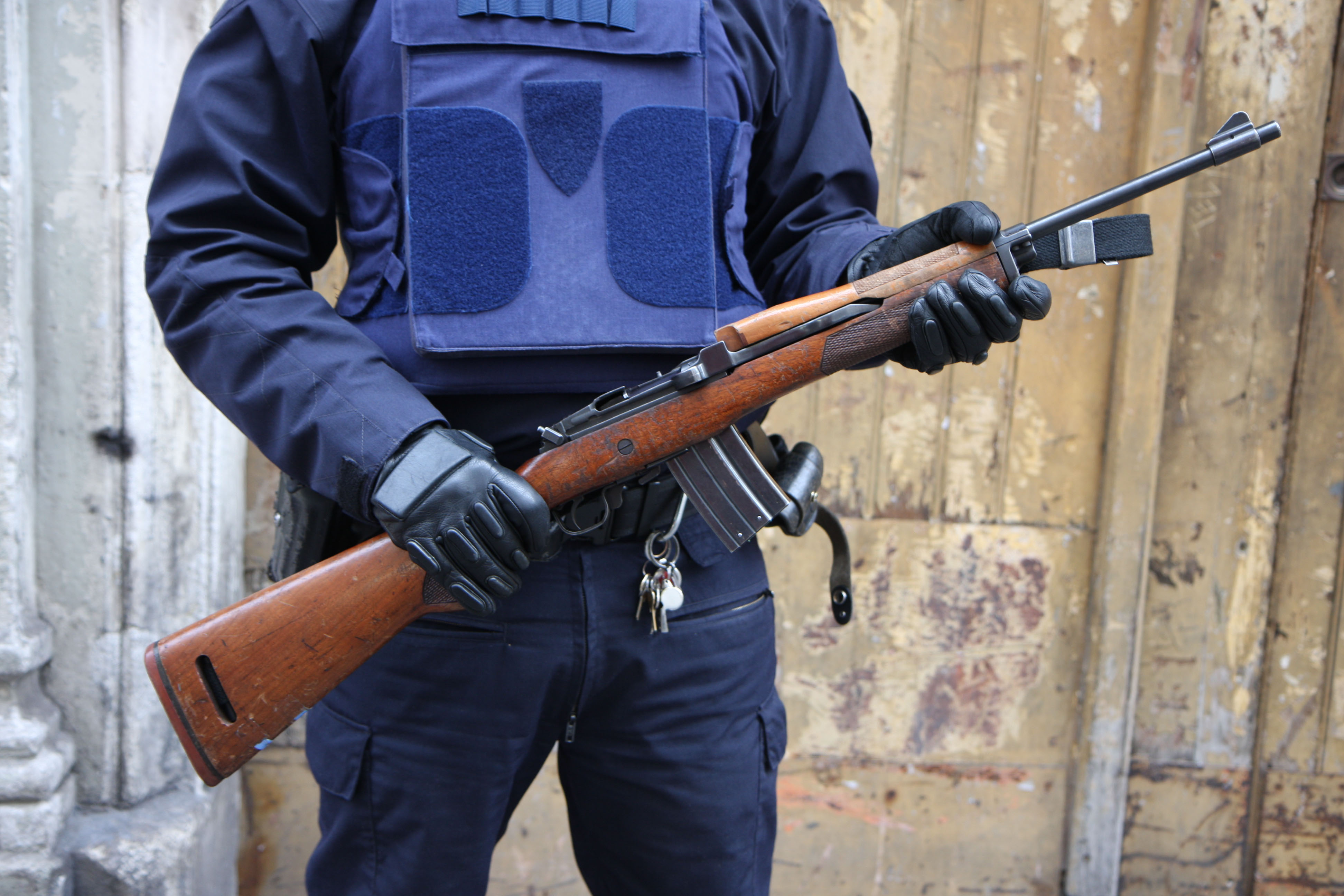
CRS français armé de son AMD 556

- Chargeurs : 5, 10, 20 ou 30 cartouches
- Cadence de tir théorique : 750 coups par minute

## Une version française: le Mousqueton AMD 556
En France, l'AC-556, appelée Mousqueton AMD 556 (AMD signifie  Armement et Moyen de Défense)[réf. souhaitée], est utilisée par les CRS, GIGN (actuellement retiré du service)[réf. nécessaire], la police de l'air et des frontières et la Direction de l'administration pénitentiaire (en cours de remplacement depuis 2008 par le HK G36C)[réf. nécessaire].
Avec le fusil Mas 49/56, le mousqueton AMD était l'arme équipant les gardes des miradors de l'Administration Pénitentiaire. L'idée était d'uniformiser et rationaliser les stocks d'armes et surtout de munitions de l'administration. L'AMD entra en service à la fin des années 1970 et depuis 2008 est remplacé par le fusil d'assaut H&K G36.

## Sources
1. ↑  Yvan Zakine, Rapport général sur l'exercice 1980, Paris, Direction de l'Administration Pénitentiaire, 1980

Cette notice est issue de la lecture des revues spécialisées de langue française suivantes :
- Cibles (Fr)
- AMI (B, disparue en 1988)
- Gazette des armes (Fr)
- Action Guns (Fr)
- Raids (Fr)
- Assaut (Fr)